# Matsukura (Klan)

Wappen der Matsukura
(Neun Himmelskörper)

Die Matsukura (japanisch 松倉氏, Matsukura-shi) waren eine Familie des japanischen Schwertadels (Buke) aus der Provinz Yamato, die sich von den Fujiwara ableitete.

## Genealogie
- Nobushige (信重; 1522–1586) diente den Tsutsui in der Provinz Iga.
- Shigemasa (重政; 1574–1630) schloss sich Toyotomi Hideyoshi an, der ihm im Jahr 1587 die Burg Futami in der Provinz Harima gab. 1600 wurde er nach Gojō (Provinz Yamato) mit 25.000 Koku versetzt und dann 1615 auf die Burg Shimabara mit 60.000 Koku. 1624 wurde einige seiner Schiffe durch Wind nach Süden abgetrieben, bis sie auf Luzon landeten. Dort tauschten sie mit den Einwohnern Informationen aus, die es Shigemasu gut erschien, eine Expedition dorthin auszurüsten. Gegenüber dem Shogunat, dessen Erlaubnis er benötigte, behauptete er, er würde so erfolgreich sein, wie Shimazu Ichisa, der 20 Jahre zuvor das Königreich der Ryūkyū-Inseln besiegt hatte. Es scheint, dass Shōgun Tokugawa Iemitsu seine Zustimmung zu dem Unternehmen gegeben hat, aber Shigemasa starb vorzeitig. 
  - Katsuie[A 1] (勝家; 1597–1638) regierte die Domäne Shimabara so tyrannisch, dass es zu dem Shimabara-Aufstand kam. Nach der Niederschlagung des Aufstandes wurde er abgesetzt und nach Tsuyama in der Provinz Mimasaka verbannt. Dort erhielt er vom Shogunat den Befehl, Seppuku zu begehen.
  - Shigetoshi (重利), Katsuies Bruder, wurde nach Takamatsu (Provinz Sanuki) verbannt.